# Cerastium verticifolium
Cerastium verticifolium är en nejlikväxtart som beskrevs av R.L. Dang och X.M. Pi. Cerastium verticifolium ingår i släktet arvar, och familjen nejlikväxter. Inga underarter finns listade i Catalogue of Life.